# Jiří Bělohlávek
Jiří Bělohlávek (Praga, 24 febbraio 1946 – Praga, 31 maggio 2017) è stato un direttore d'orchestra ceco.
Suo padre era un avvocato e giudice. Da giovane Bělohlávek studiò violoncello con Miloš Sádlo e si diplomò poi al Conservatorio di Praga e all'Accademia delle arti della stessa città. Dopo il diploma studiò direzione d'orchestra, per due anni, con Sergiu Celibidache.

## Biografia
Bělohlávek vinse il Concorso nazionale ceco di direzione d'orchestra nel 1970 e divenne, per due anni, assistente direttore dell'Orchestra Filarmonica Ceca.  Dal 1972 al 1978 diresse la Brno Philharmonic portandola in tournée in Austria, Germania e Stati Uniti.  Dal 1977 al 1989 fu direttore principale dell'Orchestra Sinfonica di Praga.
Bělohlávek divenne direttore principale della Filarmonica Ceca nel 1990, ma, nel 1991, l'orchestra decise di riorganizzarsi e votò per affidare la direzione a Gerd Albrecht in sostituzione di Bělohlávek. Poiché non volle rimanere sotto Albrecht, Bělohlávek rassegnò le dimissioni nel 1992.  Successivamente fondò la Prague Philharmonia (Pražskou komorní filharmonii) nel 1993, dopo che il ministro della difesa della Repubblica Ceca aveva messo a disposizione dei fondi per l'istruzione di 40 giovani musicisti. Bělohlávek aveva fatto delle audizioni di musicisti per la nuova orchestra, ma il ministero ritirò i finanziamenti l'anno dopo. Successivamente giunsero dei finanziamenti privati ed egli fu il primo direttore musicale della nuova orchestra.  Sin dal debutto del 1994, egli si è esibito in tutto il mondo e ha effettuato registrazioni discografiche.  Diresse la Prague Philharmonia alla sua prima partecipazione ai BBC Proms nel 2004 in un concerto teletrasmesso. Nel 2005 lasciò l'incarico alla Prague Philharmonia ed ora è il direttore emerito.
Nel 1997, Bělohlávek divenne insegnante di direzione d'orchestra all'Accademia musicale di Praga e divenne direttore principale del Národní divadlo di Praga l'anno seguente.  Egli è anche presidente del Prague Spring International Music Festival.  Nel dicembre 2010 venne annunciata la sua assunzione a direttore principale della Filarmonica Ceca, a far data dalla stagione 2012-2013, con un contratto iniziale di 4 anni.

### Carriera internazionale
Dal 1995 al 2000 Bělohlávek fu direttore principale ospite della BBC Symphony Orchestra (BBC SO).  Nel febbraio 2005, venne nominato dodicesimo direttore principale, con incarico dal luglio 2006 e con contratto iniziale di 3 anni.  Bělohlávek è stato il primo direttore ospite ad esser stato nominato direttore principale della BBC SO.  La sua direzione alla BBC SO iniziò con la Prima serata delle Proms 2006 e diresse Last Night of the Proms nel 2007, primo direttore di Last Night non di lingua madre inglese.  Nel settembre 2007 Bělohlávek prolungò il suo contratto con la BBC Symphony fino al 2012.  Fece una apparizione, nel 2009, a Last Night in A Grand Grand Overture di  Malcolm Arnold. Bělohlávek diresse nuovamente la Last Night of the Proms nel 2010 e nel 2012.  Concluse la sua collaborazione alla BBC SO nel 2012 divenendo direttore emerito.  Nell'aprile 2012, Bělohlávek venne insignito dell'Ordine dell'Impero Britannico "per meriti musicali".
In campo operistico Bělohlávek ha diretto Jenůfa, Tristan und Isolde e Rusalka alla Glyndebourne Opera e ha debuttato al Metropolitan Opera (Met) il 17 dicembre 2004 dirigendo Káťa Kabanová con Karita Mattila nel ruolo della protagonista.  È tornato al Metropolitan nel gennaio e febbraio 2007 per dirigere Jenůfa e ancora nel febbraio e marzo 2009 per Eugene Onegin e Rusalka.
Bělohlávek è stato direttore ospite dell'Orchestra filarmonica di Rotterdam (RPhO) nel 1994 e nell'aprile 2012 è stato nominato direttore principale dalla stagione 2012-2013.
Bělohlávek ha registrato per la Supraphon, Chandos, Harmonia Mundi, Warner Classics,, Decca e Deutsche Grammophon.

### Discografia
- Beethoven: Complete Piano Concertos - Paul Lewis/BBC Symphony Orchestra/Jiří Bělohlávek, 2010 BBC/harmonia mundi
- Beethoven: Violin Concerto, Op. 61, "Kreutzer" Sonata - Alexander Melnikov/Isabelle Faust/Jiří Bělohlávek/The Prague Philharmonia, 2007 harmonia mundi
- Dvorak, Conc. vlc./Rondò/Silent Woods/Songs my mother taught me/Lass mich allein op. 82/Danza slava n. 8 - Weilerstein/Belohlavek/Polonsky, 2013 Decca
- Dvorak, Danze slave op. 46, 72 - Belohlavek/Czech PO, 2016 Decca
- Dvorak, Sinf. n. 1-9/Conc. vl./Conc. vlc./Conc. pf. - Belohlavek/Zimmermann/Ohlsson/Weilerstein, 2012/1013 Decca
- Dvorak, Stabat Mater - Belohlavek/Czech PO, 2016 Decca
- Dvořák: Rusalka - Ana María Martínez/Brandon Jovanovich/Larissa Diadkova/Mischa Schelomianski/Tatiana Pavlovskaya/Jiří Bělohlávek/London Philharmonic Orchestra/The Glyndebourne Chorus, 2013 Glyndebourne Enterprises - X5
- Dvorak: Svata Ludmila - Prague Philharmonic Chorus/Jiří Bělohlávek/Czech Philharmonic Orchestra/Bernarda Fink/Peter Mikuláš/Bambini di Praga/Stanislav Matis/Ales Briscein/Eva Urbanova, 2012 ArcoDiva
- Janácek: Sinfonietta - Martinu: Symphony No. 6 - Suk: Fantasticke Scherzo - Czech Philharmonic Orchestra/Jiří Bělohlávek, 1990 Chandos
- Smetana: Dalibor - BBC Symphony Orchestra & Singers/Jiří Bělohlávek/Andrew Griffiths, 2015 BBC
- Smetana: The Bartered Bride - BBC Symphony Orchestra/Jiří Bělohlávek, 2012 harmonia mundi
- Smetana: Má Vlast - Jiří Bělohlávek/Czech Philharmonic Orchestra, 2018 Decca
- Tchaikovsky: Eugene Onegin - Thomas Hampson (cantante)/Karita Mattila/Piotr Beczała/Jiří Bělohlávek/The Metropolitan Opera Orchestra & Chorus, 2009 MetOpera